# Dolní náměstí (Olomouc)
Dolní náměstí je jedním z nejdůležitějších náměstí v Olomouci. Náměstí spadá do olomoucké městské památkové rezervace a společně s Horním náměstím se nachází v samotném středu městského centra. Jedná se o vyhledávaný turistický cíl. Mezi významné stavby v prostoru náměstí patří Hauenschildův palác, dům U Zlatého jelena, Mariánský sloup či kostel Zvěstování Páně.

## Historie
Vznik Dolního náměstí se datuje do 13. století. Prostorem, kde se dnes náměstí nachází, tehdy procházela cesta směrem do Brna a na jižní Moravu. Z větvení těchto cest později vzniklo plnohodnotné náměstí. Už od svého vzniku bylo významným centrem obchodu a pravidelně se zde konaly trhy. Na nároží s Horním náměstím a kolem ústí Lafayettovy ulice vznikly bohaté krámy a šenkovní domy. Mezi ně patří například budova masných krámů, kde sídlil řeznický cech.
Ve středověku bylo na náměstí vybudováno mnoho dalších gotických měšťanských domů, ale exteriéry naprosté většiny z nich se nedochovaly ve své původní podobě, protože náměstí v 16. a 17. století prošlo významnou přestavbou. Po jeho obvodu bylo vyměřeno asi 75 středověkých stavebních parcel. Mnohé domy stále nesou domovní znamení a erby původních majitelů. O obchodním zaměření náměstí svědčí také četná podloubí.

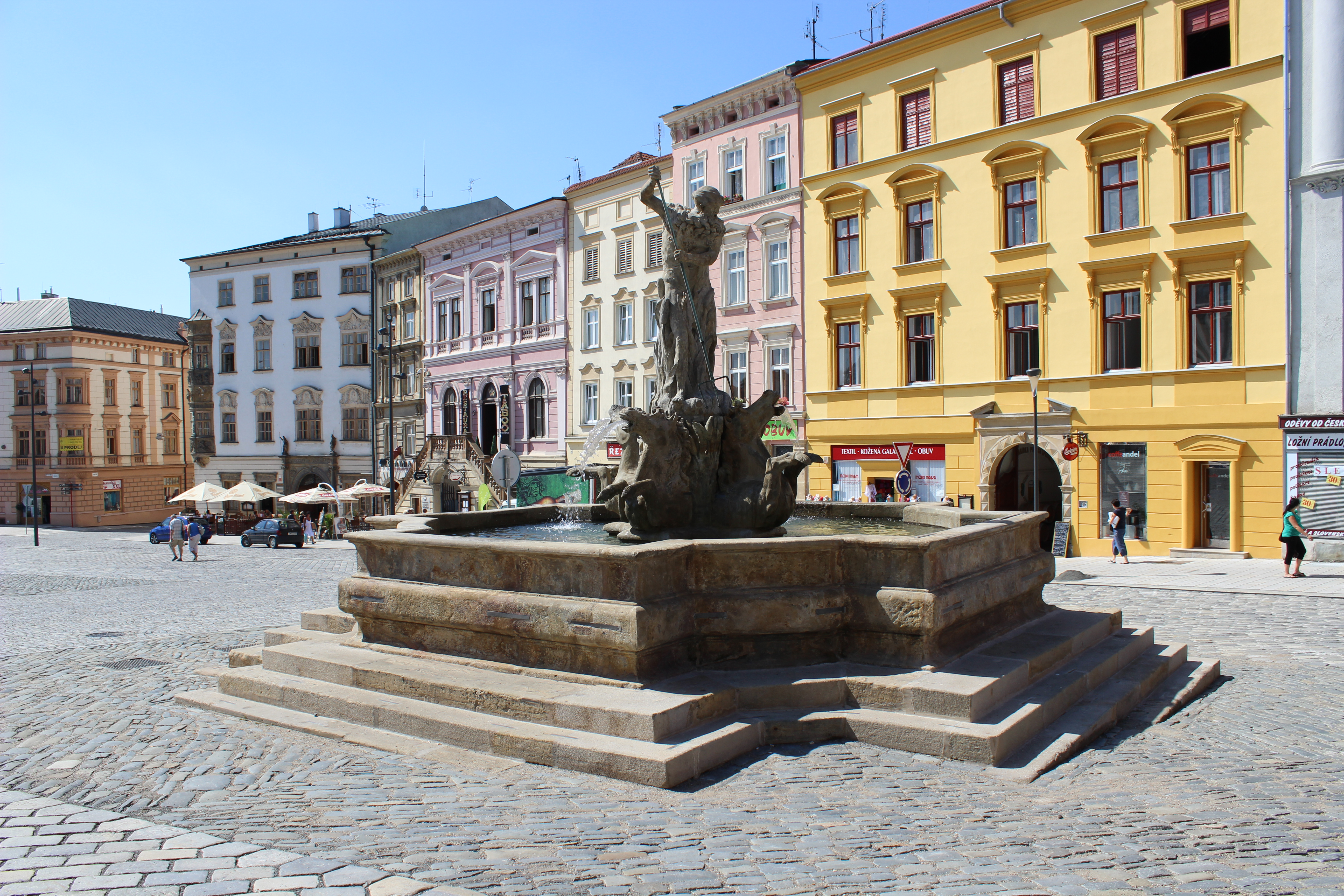
Neptunova kašna

V období baroka vznikly na náměstí dvě kašny: Neptunova a Jupiterova. Neptunova kašna, která byla zhotovena v roce 1683, je nejstarší z olomouckých kašen. V letech 1716–1723 byl přibližně uprostřed náměstí vybudován morový Mariánský sloup, který navrhl Václav Render.
Název Dolní náměstí se používal již ve středověku. Za první republiky se náměstí jmenovalo Wilsonovo na počest prezidenta USA Wilsona. Po druhé světové válce pak neslo pojmenování náměstí Rudé armády a svůj původní název získalo zpět až po sametové revoluci.
V únoru 2012 začala dlouho očekávaná rekonstrukce Dolního náměstí, která trvala osmnáct měsíců. Došlo k výměně povrchu náměstí, doplnění zeleně a mobiliáře. Rekonstrukce byla dokončena v březnu 2013. Součástí stavby byl i rozsáhlý archeologický průzkum, při kterém se archeologům nedaleko Neptunovy kašny povedlo objevit základy gotické kaple sv. Markéty z 15. století, která zanikla kolem roku 1520. Zjistilo se také, že ve stejné lokalitě předtím stávala románská kaple dokonce z 12. století. Půdorys románské kaple město nechalo zaznačit do dlažby náměstí spolu s pamětní deskou.

## Popis
Dolní náměstí se nachází v centru města Olomouce v místní části Olomouc-město jihovýchodně od Horního náměstí. Má vidlicovitý tvar a leží v mírném svahu. Ústí do něj několik historických ulic. Severně leží Michalské návrší s kostelem sv. Michala. Na východním konci stojí kostel Zvěstování Páně a přiléhající klášter kapucínů, který se nachází za kostelem. Na jižní straně z náměstí vedou ulice Kateřinská a Lafayettova. Ulice Kateřinská vede k prostoru tržnice. Samotné náměstí a okolní ulice jsou pěší zónou s omezeným vjezdem vozidel. Obvod náměstí a jeho jižní část slouží jako parkoviště. Na severozápadě je Dolní náměstí spojené s Horním náměstím. Prostor spojující obě náměstí byl při přestavbě v raném novověku rozšířen. Původně byla náměstí spojena pouze ulicí.

## Galerie

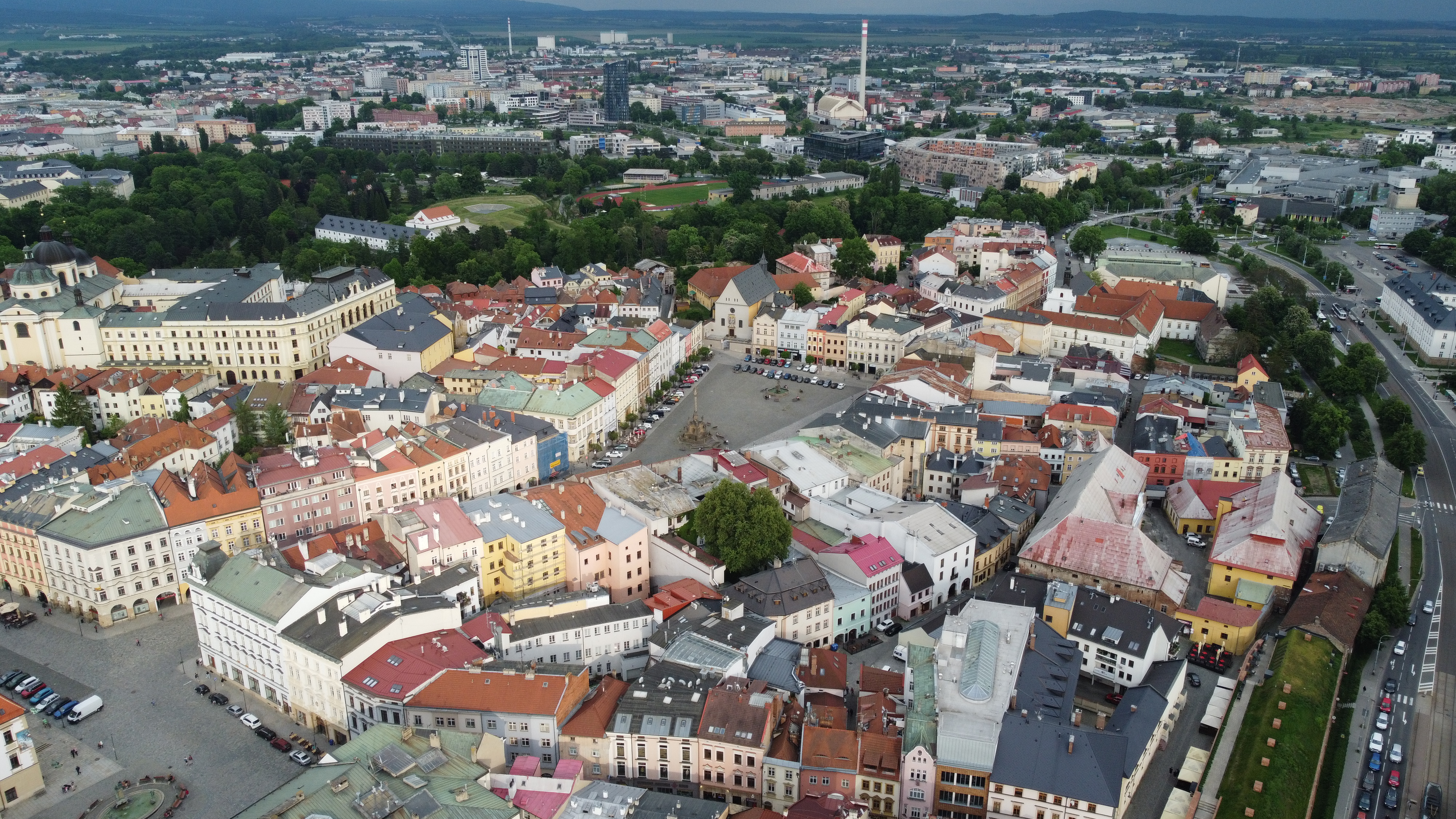
Letecký pohled na Dolní náměstí
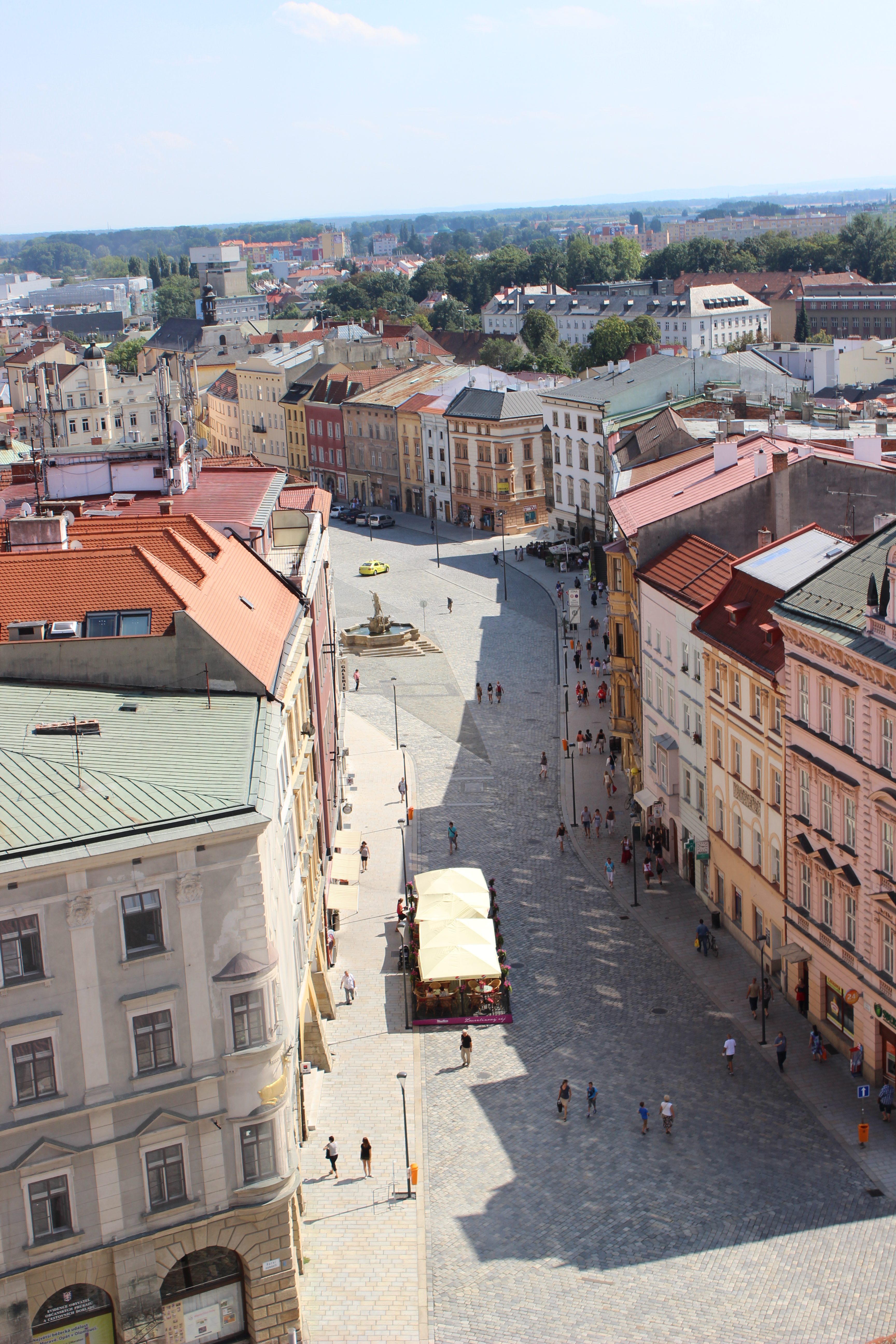
Pohled na náměstí z radniční věže
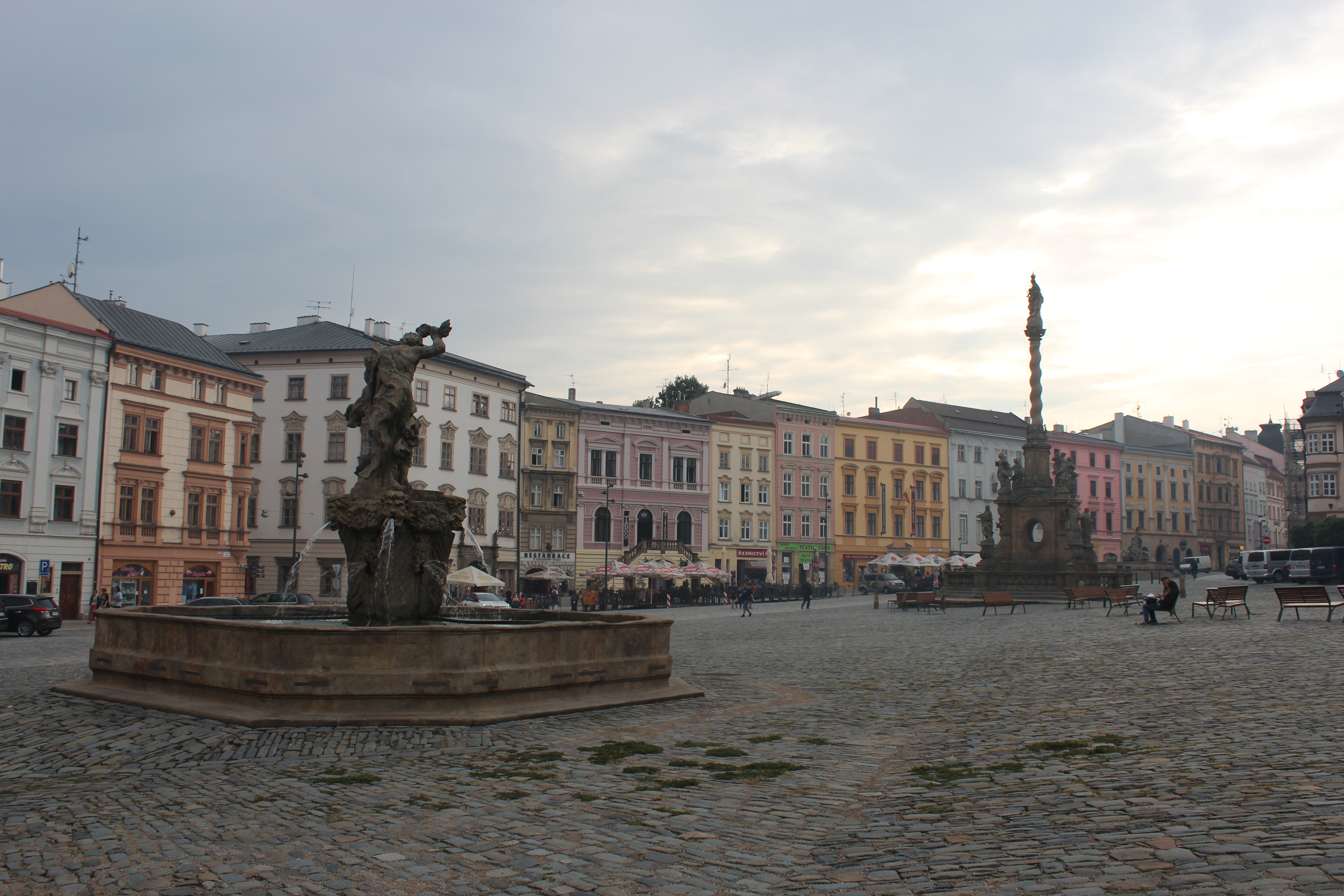
Dolní náměstí od východu
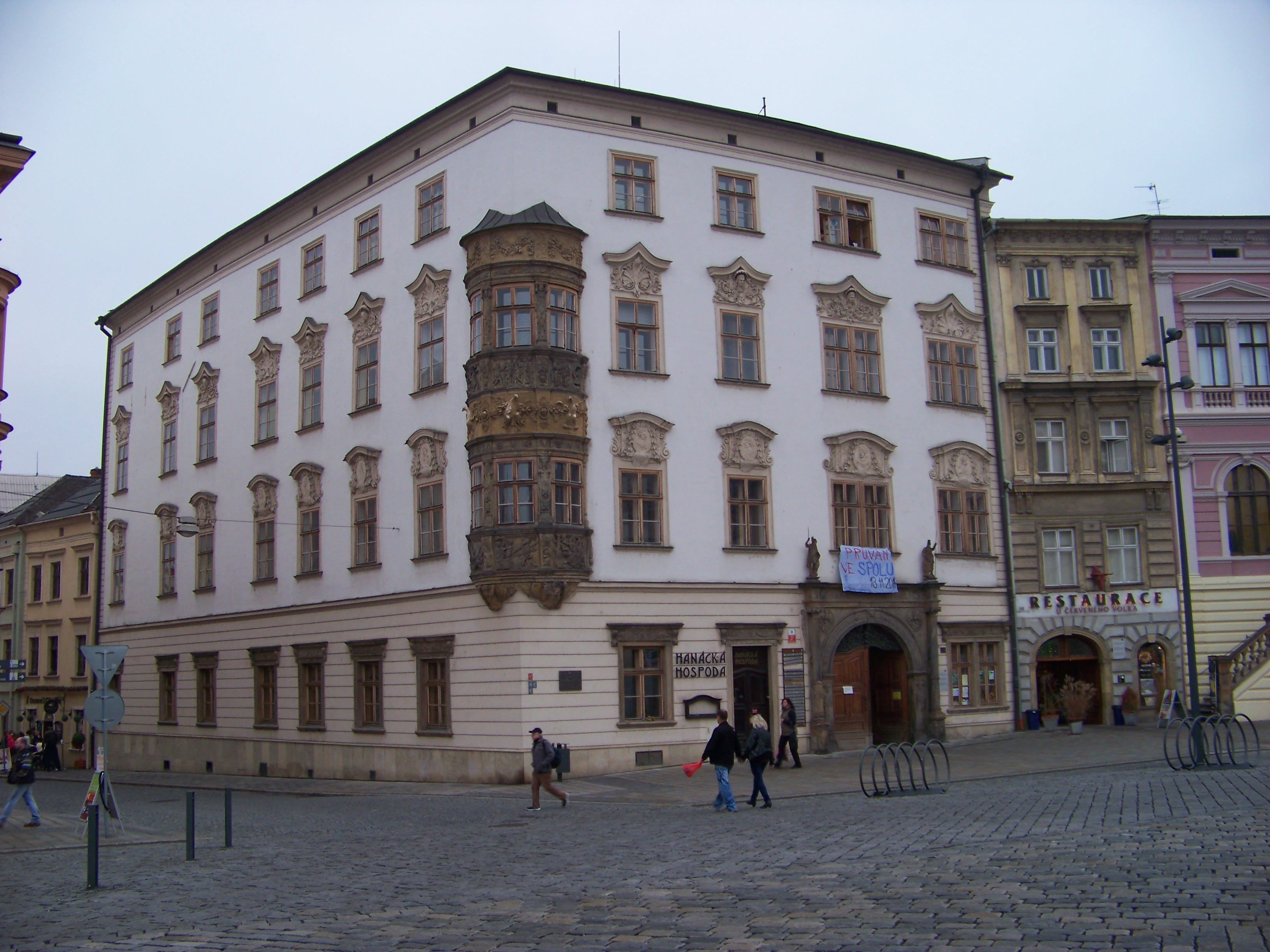
Hauenschildův palác
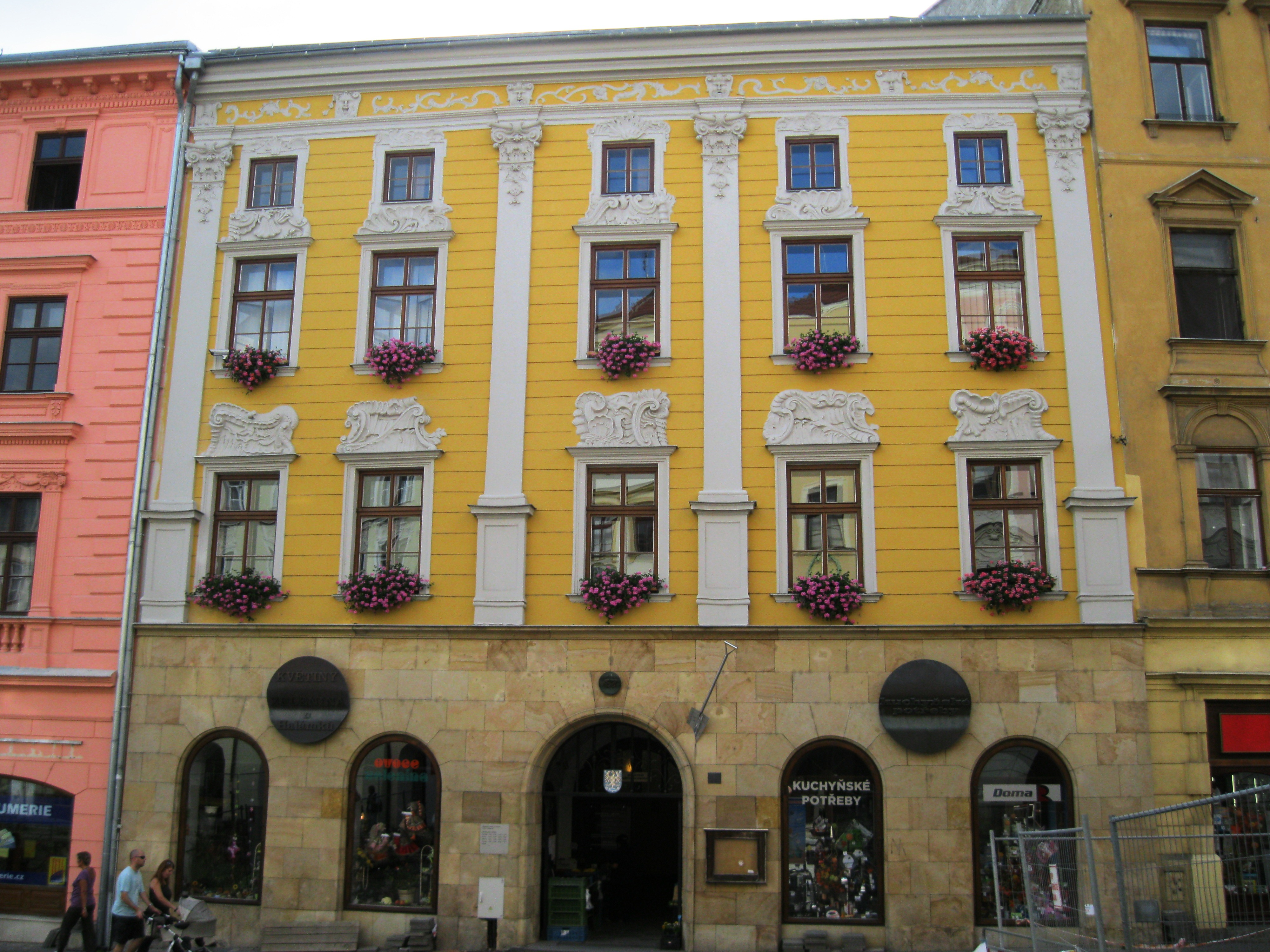
Dům U Stříbrného rýče
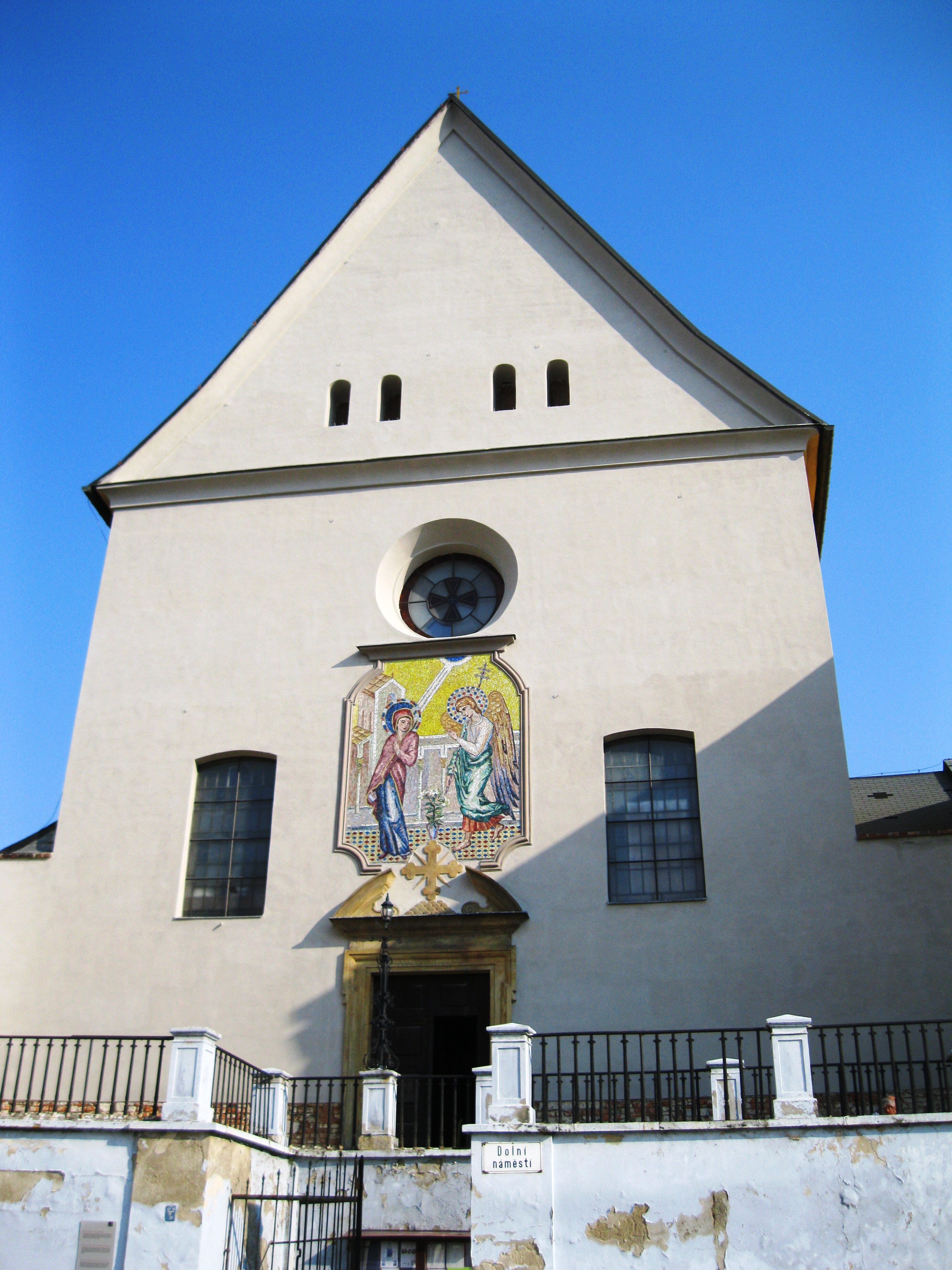
Kostel Zvěstování Páně